# Dublewo
Dublewo – nieoficjalna część wsi Płonina w Polsce położona w województwie pomorskim, w powiecie nowodworskim, w gminie Sztutowo.
Miejscowość leży na obszarze Żuław Wiślanych nad Szkarpawą.
W latach 1975–1998 miejscowość administracyjnie należała do województwa elbląskiego.